# Stejnopohlavní manželství ve Finsku
Stejnopohlavní manželství je ve Finsku legální od 1. března 2017. Návrh takového zákona přijal finský parlament 12. prosince 2014. 20. února 2015 jej podepsal finský prezident.
Předtím mohly páry stejného pohlaví uzavírat registrované partnerství (finsky: rekisteröiti parisuhde; švédsky: registrerat partnerskap), které Finsko legalizovalo v r. 2002. Tento institut garantoval párům žijícím v něj vesměs stejná práva a povinnosti jako mají manželé, vyjma adopcí.

## Registrované partnerství
Návrh zákona o registrovaném partnerství (finsky: rekisteröiti parisuhde; švédsky: registerat partnerskap) párů stejného pohlaví přijal finský parlament 28. září 2001 v poměru hlasů 99:84. Zákon se stal účinným 1. března 2002. Registrované partnerství přístupné pouze homosexuálním párům se obsahem práv a povinností nijak nelišilo od manželství, vyjma adopčních práv a užívání společného jména. Registrace a rozvod partnerství se nijak výrazně nelišily od klasického občanského sňatku. Zákon pamatoval také na imigrační práva zahraničního partnera.
V květnu 2009 přijal parlament novelu zákona o registrovaném partnerství, která umožnila přiosvojení biologického dítěte druhého partnera. Od 1. března 2017 již nelze uzavřít nové registrované partnerství. Stávající registrovaná partnerství lze na žádost změnit na manželství.

## Stejnopohlavní manželství

### Parlamentní historie

#### Volební období 2007–2011
Podle statistiky zveřejněné v křesťanském týdeníku Kotimaa byla v březnu 2010 těsná parlamentní většina proti stejnopohlavnímu manželství. Ze 126 poslanců, kteří odpovídali na otázku, zda by podpořili manželství pro všechny, odpovědělo kladně 46 % a záporně 54 %. 63 % zástupců Sociální demokracie podpořilo stejnopohlavní manželství. Podobný postoj zaujaly Zelený svaz a Svaz levice.
Pozdější výzkum z dubna 2010 v Helsingin Sanomat ukázal podporu stejnopohlavního manželství, včetně plných adopčních práv, napříč celým politickým spektrem. Mluvčí Národní koalice Taru Tujunen potvrdila, že se na příštím kongresu strany zahájí iniciativa na podporu manželství pro všechny. Tam se zástupci strany shodli na podpoře manželství pro všechny. Místopředseda poslaneckého klubu Národní koaliční strany Ben Zyskowicz řekl, že takovému zákonu nedává v nadcházejících čtyřech letech moc velké šance, neboť většina poslanců za Národní koalici je proti. Dva týdny předtím se na podpoře stejnopohlavního manželství usnesla i Finská sociálně demokratická strana. Stejný přístup zaujaly Svaz levice a Zelený svaz. Ministr zahraničí Alexander Stubb řekl na zahajovacím ceremoniálu týdne hrdosti sexuálních menšin Helsinki Pride dne 28. června, že požaduje přijetí zákona o stejnopohlavních sňatcích a adopcích dětí páry stejného pohlaví.
2. července 2010 oznámila ministryně spravedlnosti Tuija Brax, že je její úřad připraven zpracovat reformu manželského zákona na podzim roku 2011. Očekávalo se, že by stejnopohlavní manželství mohlo být legalizováno po nadcházejících parlamentních volbách, v nichž se tato otázka považovala za jedno z klíčových témat, přestože v předvolebních průzkumech pouze 20 % respondentů uvedlo, že to považuje za důležité.

#### Volební období 2011–2015
Podle volební kalkulačky Helsingin Sanomat podporovalo adopce dětí páry stejného pohlaví 90 poslanců z celkových 200, zatímco 93 bylo proti. Koaliční smlouva nově sestaveného vládního kabinetu Jyrkiho Katainena, jehož partnerem byli také Křesťanští demokraté, obsahovala dodatek o tom, že nikdy nebude zpracován vládní návrh zákona o stejnopohlavním manželství. Svaz levice však během rozhovorů s novou vládou potvrdila, že jakýkoli poslanecký návrh tohoto typu podpoří zbývající koaliční strany: Národní koaliční strana, Finská sociálně demokratická strana, Svaz levice, Zelený svaz a Švédská lidová strana. Poslanecký návrh zákona o stejnopohlavním manželství byl prezentován 29. září 2011.
21. března 2012 se po pětiměsíčním získávání podpory u ostatních poslanců začal prvně projednávat v parlamentu. 79 ze 199 poslanců vyjádřilo podporu návrhu. Postupem času se k nim přidalo i několik dalších politických představitelů, včetně premiéra Jyrki Katainena. 27. února 2013 byl návrh odmítnut Komisí pro právní záležitosti v poměru hlasů 9:8. Po negativním stanovisku komise se začal zpracovávat nový návrh prostřednictvím občanské iniciativy organizované kampaní Tahdon2013 ("Měním rok 2013"). Kampaň zahájila sběr podpisů 19. března 2013 a hned následující den večer získala 90 tisíc online podpisů. Za úkol si dala jich získat minimálně 166 851. Požadované parlamentní minimum je 50 tisíc podpisů.
Občanské iniciativy jsou ve Finsku legální od r. 2012. Proto bylo také v březnu 2013 nejisté, zda bude mít stejné postavení a vážnost jako vládní návrh (hallituksen esitys) nebo poslanecký návrh (lakialote). Poslanecké návrhy podpořené nejméně 100 poslanci mají v legislativním procesu přednost, zatímco ostatní se projednávají většinou až na konci parlamentní schůze.
Mluvčí parlamentní rady vydal v dubnu doporučení, jimiž by se občanské iniciativy měly řídit, aby pak mohli ovlivňovat zákonodárný proces. Všechny takové iniciativy se zasílají zvláštní komisi volené parlamentem. Komise by pak měla do šesti měsíců od přijetí informovat signatáře o tom, jaký postoj k jejich iniciativě zaujímá, včetně vyjádření odborníků, a zda se jí parlament bude zabývat. Komise má v této běci neomezenou pravomoc a pracuje zcela nezávisle. 
Sběr podpisů za manželství pro všechny byl v září po uplynutí standardních šesti měsíců ukončen a zaslán parlamentu 13. prosince 2013. V únoru se iniciativou zabývala Komise pro právní záležitosti. Ta pak následně naplánovala veřejné slyšení na téma iniciativy 13. března 2014. Tam se zreportovalo, že by se iniciativa měla neprodleně dostat do parlamentu, a že by ji komise měla podpořit. 25. června 2014 se po několika setkáních s odborníky rozhodla Komise pro právní záležitosti stejnopohlavní manželství v poměru hlasů 10:6 nepodpořit. Hlasování by bylo za obvyklých okolností těsné. Nicméně dva členové komise podporující manželství byli nepřítomni a tudíž nahrazeni náhradníky, kteří se vyslovili proti.
20. listopadu hlasovala komise v poměru hlasů 9:8 pro doporučení parlamentu stejnopohlavní manželství odmítnout.. 28. listopadu 2014 se parlament v poměru hlasů 92:105 odmítnul řídit doporučením komise, což dávalo legalizaci stejnopohlavního manželství velké šance na přijetí. Postoj parlamentu zburcoval Velkou komisi (Grand Committee) k dalšímu přezkoumávání iniciativy, kterou pak následně 3. prosince 2014 v poměru hlasů 17:8 podpořila. Na parlamentní schůzi byla iniciativa při druhém čtení přijata v poměru hlasů 101:90 a podepsána finským prezidentem 20. února 2015. Spolu s finálním hlasováním parlamentu byl přijat dokument zavazující příští vládu aktivně se podílet na všech zákonných změnách souvisejících s plnou implementací zákona během roku 2015. Zákon se stal účinným 1. března 2017.
Hlasování finského parlamentu 12. prosinec 2014
| Strana                       | Pro | Proti | Zdržel se | Nepřítomen (nehlasoval) | Celkem |
| ---------------------------- | --- | ----- | --------- | ----------------------- | ------ |
| Národní koaliční strana      | 26  | 15    | 0         | 3                       | 44     |
| Sociálně demokratická strana | 36  | 3     | 0         | 2                       | 41     |
| Praví Finové                 | 1   | 35    | 0         | 1                       | 37     |
| Finský střed                 | 6   | 29    | 1         | 0                       | 36     |
| Levá aliance                 | 12  | 0     | 0         | 0                       | 12     |
| Švédská lidová strana        | 9   | 1     | 0         | 0                       | 10     |
| Křesťanští demokraté         | 0   | 6     | 0         | 0                       | 6      |
| Zelený svaz                  | 9   | 0     | 0         | 1                       | 10     |
| Disidenti z Levého svazu     | 2   | 0     | 0         | 0                       | 2      |
| Změna 2011                   | 0   | 1     | 0         | 0                       | 1      |
| Celkem                       | 101 | 90    | 1         | 7                       | 199    |

a. Švédskojazyčná parlamentní skupina se skládá z devítí poslanců za Švédskou lidovou stranu a jednoho poslance Alandské koalice (Åland Coalition), který zastupuje autonomní souostroví Alandy.
b. Mluvčí finského parlamentu hlasuje pouze za mimořádných okolností, ačkoli je součástí zákonodárného sboru Finské republiky, a tudíž 200. poslancem nebo poslankyní.

#### Volební období 2015–2019
Po parlamentních volbách 19. dubna 2015 vznikla nová konzervativnější vláda složená z Finského středu, Pravých Finů a Národní koaliční strany. Přestože většina jejich poslanců byla proti stejnopohlavnímu manželství, nebránil se nový vládní kabinet práci na legislativních změnách souvisejících s nadcházející změnou. Přestože Praví Finové byli pro zrušení nového manželského zákona, zbývající dvě strany to odmítly. Opoziční strany, vyjma Křesťanských demokratů, byly v otázce manželství téměř jednotné.
22. října 2015 zahájil parlament debatu na téma implementace legislativy související se stejnopohlavním manželstvím. Ministr spravedlnosti Jari Lindström za Pravé Finy, který zpracoval první takový návrh, řekl, že tak činí v rozporu se svým osobním přesvědčením. 11. prosince 2015 doporučila Komise pro právní záležitosti přijetí jeho návrhu s několika změnami. Návrh přijal parlament v poměru hlasů 106:46 17. února 2016. Prezident jej pak podepsal 8. dubna 2016. Jeho účinnost byla naplánovaná na datum nabytí účinnosti znovelizovaného manželského zákona.
Hlasování finského parlamentu 17. února 2016
| Strana                       | Pro | Proti | Nepřítomen/Zdržel se |
| ---------------------------- | --- | ----- | -------------------- |
| Finský střed                 | 22  | 12    | 15                   |
| Praví Finové                 | 3   | 24    | 11                   |
| Národní koaliční strana      | 25  | 0     | 12                   |
| Sociálně demokratická strana | 25  | 1     | 8                    |
| Zelený svaz                  | 14  | 0     | 1                    |
| Svaz levice                  | 10  | 0     | 2                    |
| Švédská lidová strana        | 7   | 0     | 3                    |
| Křesťaňští demokraté         | 0   | 5     | 0                    |
| Celkem                       | 106 | 42    | 52                   |

a. Švédskojazyčná parlamentní skupina se skládá z devítí poslanců za Švédskou lidovou stranu a jednoho poslance Alandské koalice (Åland Coalition), který zastupuje autonomní souostroví Alandy.
b. Mluvčí finského parlamentu hlasuje pouze za mimořádných okolností, ačkoli je součástí zákonodárného sboru Finské republiky, a tudíž 200. poslancem nebo poslankyní.
Separátní návrh obsahoval změny zákonů o sociálních službách a zdravotní péči, které zpracovala vláda 3. listopadu 2016 a přijal parlament poměrem hlasů 128:28 13. prosince 2016. 13. ledna 2017 byly podepsány prezidentem. Účinnými se stanou spolu s novým manželským zákonem.
Hlasování finského parlamentu 13. prosinec 2016
| Strana                       | Pro | Proti | Nepřítomen/Zdržel se |    |
| ---------------------------- | --- | ----- | -------------------- | -- |
| Finský střed                 | 41  | 0     | 0                    | 8  |
| Praví Finové                 | 13  | 14    | 4                    | 6  |
| Národní koaliční strana      | 24  | 0     | 0                    | 13 |
| Sociálně demokratická strana | 29  | 0     | 0                    | 6  |
| Zelený svaz                  | 12  | 0     | 0                    | 3  |
| Svaz levice                  | 9   | 0     | 0                    | 3  |
| Švédská lidová strana        | 0   | 9     | 0                    | 1  |
| Křesťaňští demokraté         | 0   | 5     | 0                    | 0  |
| Celkem                       | 128 | 28    | 4                    | 40 |

a. Švédskojazyčná parlamentní skupina se skládá z devítí poslanců za Švédskou lidovou stranu a jednoho poslance Alandské koalice (Åland Coalition), který zastupuje autonomní souostroví Alandy.
b. Mluvčí finského parlamentu hlasuje pouze za mimořádných okolností, ačkoli je součástí zákonodárného sboru Finské republiky, a tudíž 200. poslancem nebo poslankyní.
c. Devět přítomných poslanců za Švédskou lidovou stranu hlasovalo proti, ačkoli tím jednali v rozporu s platformou své strany.
d. Dva poslanci - Henry Wallin za Sociální demokracii a Mikka Niikko za Pravé Finy se původně chystali hlasovat proti přijetí návrhu.
29. března 2015 byla spuštěná občanská iniciativa za zrušení nového manželského zákona. Do 29. září 2015 se jí podařilo získat téměř 110 tisíc podpisů. 22. června 2016 se jí pak zabýval parlament. 8. září 2016 byla iniciativa postoupená Komisi pro právní záležitosti, která pak 15. února 2017 doporučila parlamentu odmítnutí požadavku iniciativy. 17. února 2017 se parlament rozhodl akceptovat doporučení komise v poměru hlasů 120:48 a 2 zdrženími se. Hlasoval tedy pro manželství pro všechny a proti této iniciativě.
Hlasování finského parlamentu 17. únor 2017
| Strana                       | Pro | Proti | Nepřítomen/Zdržel se |    |
| ---------------------------- | --- | ----- | -------------------- | -- |
| Finský střed                 | 26  | 13    | 2                    | 8  |
| Praví Finové                 | 3   | 28    | 0                    | 6  |
| Národní koaliční strana      | 31  | 1     | 0                    | 5  |
| Sociálně demokratická strana | 30  | 0     | 1                    | 4  |
| Zelený svaz                  | 13  | 0     | 0                    | 2  |
| Svaz levice                  | 11  | 0     | 0                    | 1  |
| Švédská lidová strana        | 6   | 0     | 0                    | 4  |
| Křesťaňští demokraté         | 0   | 5     | 0                    | 0  |
| Celkem                       | 120 | 48    | 2                    | 30 |

a. Švédskojazyčná parlamentní skupina se skládá z devítí poslanců za Švédskou lidovou stranu a jednoho poslance Alandské koalice (Åland Coalition), který zastupuje autonomní souostroví Alandy.
b. Mluvčí finského parlamentu hlasuje pouze za mimořádných okolností, ačkoli je součástí zákonodárného sboru Finské republiky, a tudíž 200. poslancem nebo poslankyní.
c. Poslankyně za Švédskou lidovou stranu Eva Biaudet a poslankyně za Zelený svaz při prvním hlasování volily špatně, neboť původně chtěli podpořit postoj komise, ale zadaly "zdržení se". They have both intended to vote 'Yes' on the committee report. 

### Statistiky
První měsíc po účinnosti nového manželského zákona uzavřelo ve Finsku celkem 87 párů stejného pohlaví manželství a 770 si nechalo změnit registrované partnerství na manželství.

### Veřejné mínění
Podpora stejnopohlavního manželství začala ve Finsku růst v průběhu počátečních let 21. století. Průzkum EU z prosince 2006 ukázal, že 45 % Finů podporuje stejnopohlavní manželství, kdežto jiný výzkum provedený společností Yle ukázal 54% podporu a 35 % opozici. V lednu 2013 se v průzkumu YouGov vyslovilo pro stejnopohlavní manželství 57 % Finů, 32 % bylo proti a 12 % nemělo jasný názor. V tom samém výzkumu byla podpora homoparentálního osvojení 51 %, 36 % bylo proti a 13 % nemělo jasný názor. Statistika z března 2013 od Taloustutkimus shledala, že 58 % Finů podporuje stejnopohlavní manželství. V březnu 2014 se v tom samém výzkumu vyslovilo pro manželství 65 % respondentů, 27 % bylo proti a 8 % nemělo jasný názor.
Výzkum z června 2014, který zkoumal podporu manželství pro všechny u představitelů Evangelicko-luteránské církve, ukázal, že 44 % duchovních taková zákon podporuje, zatímco 41 % je proti a 15 % neutrálních. 60 % z nich podporuje žehnání registrovaným párům před Bohem. 28 % zkoumaných řeklo, že by církve neměly oddávat páry stejného pohlaví, pokud manželství pro všechny bude přijato.
Eurobarometrické šetření z r. 2015 ukázalo, že 66 % Finů podporuje legalizaci stejnopohlavní manželství napříč celou Evropou, zatímco 28 % je proti.

### Regionální měřítko
Finsko se stalo poslední severskou zemí, která legalizovala stejnopohlavní manželství. Ačkoli se touto změnou zařadilo po bok skandinávských zemí, které jsou tradičně velmi liberální co se týče LGBT, jedná se přece o významný krok, neboť Finsko bylo historicky dlouhodobě ovlivňováno sousedním Ruskem, které zase naopak zaujímá k LGBT právům velmi odmítavý, až otevřeně nepřátelský postoj.